# Носик, Александр Валерьевич
Алекса́ндр Вале́рьевич Но́сик (род. 6 ноября 1971, Москва, РСФСР, СССР) — российский актёр театра и кино, телеведущий, преподаватель актёрского мастерства.

## Биография
Родился 6 ноября 1971 года в Москве, в семье актёров — Валерия Бенедиктовича Носика (1940—1995) и Марии Александровны Стерниковой (1944—2023). Родители расстались в 1980 году, когда Саше было девять лет, а его единоутробной сестре Кате Стычкиной (дочери матери от первого брака с Алексеем Стычкиным) — двенадцать лет. Затем дети воспитывались мамой и отчимом, актёром Алексеем Кудиновичем (1951—2024).
В 1989 году окончил московскую среднюю общеобразовательную школу № 591 (ныне — школа № 1465 имени адмирала Н. Г. Кузнецова) на Брянской улице.
Получив аттестат зрелости, пытался поступить на экономический факультет Московского института народного хозяйства имени Г. В. Плеханова, но провалил экзамены и поступил в финансово-экономический техникум, через два года обучения в котором можно было пойти на второй курс финансового института. 
Осенью 1989 года был призван на военную службу в рядах Советской армии. Два года служил под Белгородом, в автомобильном батальоне войск ПВО СССР, во взводе аккумуляторщиков. 
Вернувшись со службы в армии снова пробовал поступить в Плехановский институт, но во второй раз потерпел неудачу (для зачисления ему не хватило всего одного балла).
В 1992 году поступил, а в 1996 году окончил Высшее театральное училище имени Б. В. Щукина в Москве (художественный руководитель курса — Юрий Вениаминович Шлыков). На четвёртом курсе был принят в труппу Московского театрального центра «Вишнёвый сад» под руководством Александра Михайловича Вилькина.
Позже работал в театре «Миллениум», Творческом объединении «Дуэт». Сотрудничает с Московским театром комедии и много играет в антрепризе.
С 2011 года преподавал дисциплину «Актёрское мастерство» на факультете медиакоммуникаций и аудиовизуальных искусств Московского государственного института культуры. А в 2014 году стал сотрудничать со «Школой искусств и медиатехнологий» Арины Шараповой в Москве, где возглавил студию актёрского мастерства.
С декабря 2015 года является президентом благотворительного фонда помощи детям «Безразличия. Нет».

### Личная жизнь
С 14 октября 2011 по июль 2017 года был женат на Ольге Геннадиевне Борзенко (псевдоним — Фон Зингер), родом из Донецка.

## Творчество

### Роли в театре
- «Авантюристы поневоле» — Роберт
- «Он, она и Дженни» — Лео
- «Убийство по ошибке»
- «Авантюрная семейка» — Вася
- «Лебедь» — Кевин
- «Игры воображения» — Лопахин
- «Сюрприз для компаньона» — Пол Риггс
- «С любовью не шутят» — Дон Алонсо
- «Мужской род. Единственное число» — Фрэнк Хардер, мама
- «Ханума» — Акоп
- «Младенец напрокат»
- «Невеста для банкира, или Шесть блюд из одной курицы» — Банкир
- «Оскар» — Оскар
- «Путешествие в стиле блюз»
- «Стеклянный зверинец» — Джим
- «Трамвай „Желание“» — Митч, Стенли Ковальски
- «Дама и её мужчины» — Пол
- «Плохая семейка» — Мишель
- «Про Федота-стрельца удалого молодца» — Федот
- «Фамильная честь Вустеров» — Вустер
- «Чао» — Антуан Мартинэ
- «Русское лото»

### Фильмография
- 1992 — Ка-ка-ду — Саша (в детстве)
- 1998 — Цветы от победителей — Роман («Лютик»), друг Паши и Сергея
- 1999—2000 — Каменская (фильм № 3 «Убийца поневоле») — Игорь Ерохин
- 2000 — Маросейка, 12 (фильм № 5 «Ген смерти») — юноша, сын Топоркова
- 2000 — Марш Турецкого (серии № 4 «Синдикат киллеров» и № 10 «Контрольный выстрел») — Олег Романов, сотрудник Администрации Президента России, сын начальника ГУВД Москвы Романовой
- 2001 — Мы сделали это! — Саша Елизаров, молодой исполнитель воли шефа
- 2002—2003 — Спецназ — Кобрин («Змей»), спецназовец, старший прапорщик
- 2003 — Инструктор (фильм № 2 «Ищи бродягу») — Андрей Палеев, сержант
- 2003 — Любовь императора — господин X
- 2003 — Свободная женщина 2 — Паша
- 2004 — Возвращение Мухтара — Артём Валерьевич Колосов, старший лейтенант милиции, оперуполномоченный ОВД «Щукино», хозяин Мухтара
- 2004 — Боец — Геннадий Темнов, майор морской пехоты Северного флота
- 2004 — Прощальное эхо — Юрка Сенчин, издатель
- 2005 — Большая прогулка — Игорь
- 2005 — Возвращение Мухтара 2 — Артём Валерьевич Колосов, старший лейтенант милиции, оперуполномоченный ОВД «Щукино», хозяин Мухтара
- 2005 — Золотые парни — Роман Сироткин
- 2005 — Неотложка 2 (серия № 4 «Ограбление») — Кирилл Самохвалов, охранник-грабитель
- 2005 — Охота на изюбря — эпизод
- 2005 — Фитиль (сюжет «Лед и пламень») — лейтенант милиции
- 2006 — В круге первом — Виталий Евгеньевич, референт
- 2006 — Танцуй, не останавливайся — Никита
- 2007 — Спартакиада. Локальное потепление — Шурик
- 2007 — Хранить вечно — Виталий Евгеньевич, референт
- 2008 — Богатая и любимая — Максим Епишин, врач
- 2008 — Воротилы — Юрий Алексеевич Илюхин
- 2009 — Крыша — Ярослав Игнатьевич, учитель географии
- 2009 — Такова жизнь — Семён Молчалин, олигарх районного масштаба
- 2009 — Танго с ангелом — Роман Викторович Львов, адвокат Тимура Лигова
- 2009 — Тихие сосны — Борис, муж Ольги
- 2009 — Марго. Огненный крест —
- 2010 — Исполнительный лист — Станислав Сергеевич
- 2010 — Путейцы 2 (серия № 5 «Случайный пассажир») — Ваня Переверзев
- 2010 — Хранители сети — Игорь, владелец интернет-агентства «Нэтрейнджерс»
- 2010 — Месть — Филипп Александрович Кудасов
- 2012 — Лектор — Егор, сотрудник ФСБ
- 2010 — Ералаш (сюжет «Секрет педагогики») — отец Вани
- 2011 — Знахарь 2. Охота без правил — Вадим Андреевич
- 2012 — Дикий 3 (фильм № 11 «Ромео и Джульетта») — Гриша Северский
- 2012 — Агент Хамилтон. В интересах нации (Швеция) — Крутов
- 2013 — Берега — Дмитрий Иванович Ковальский, майор-штабист
- 2013 — Пасечник — Яков Александрович Шниц, майор, старший следователь Следственного комитета при областной прокуратуре
- 2013 — Дед (короткометражный) — Алексей
- 2013 — Семейные обстоятельства — Саша Любочкин, отец-одиночка
- 2014 — Альпинисты — Егор
- 2014 --- На границе
- 2014 — Стрелок 2 — Дима
- 2016 — Всё по закону — Вячеслав Мурзин, заместитель командира части по тылу, подполковник
- 2017 — Последний шанс — Сергей
- 2017 — Правила механика замков — Куваев, вор-«медвежатник»
- 2017 — Каспий 24 — Сергей Мамаев
- 2017 — Торгсин — Матвей Яровой, председатель правления «Торгсина»
- 2019 — Горячая точка — Константин Николаевич Таранов, ветеран Афганской войны, отчим Жени Мурина, муж Раисы, бандит [9]
- 2020 — Окна на бульвар — Павел Александрович Бондарь, криминальный бизнесмен, инвестор, благотворитель[10]
- 2020 — Пересуд  —  полковник Тищенко
- 2021 — Ключ от всех дверей — Павел Белецкий
- 2021 — Тайны следствия 21 —  Михаил Прасолов, бывший сотрудник ОБЭП
- 2022 — Стикер — следователь
- 2022 — Загляни ему в голову
- 2024 — Мухтар. Он вернулся — Артём Валерьевич Колосов, полковник полиции

### Клипы
- 2002 — песня «Давай за...» группы Любэ (режиссер В. Бледнов)

### Работа на телевидении
Александр Носик был ведущим телепередач:
- «Час безопасности» (телеканал «Безопасность»),
- «Поступок» (телеканал «Звезда»),
- «Хочу знать» («Первый канал»),
- «Хочу дом за рубежом» (телеканал «TLC»)[11],
- «Между нами, девочками» («Первый канал»)[12].